# Миколай Баворовський
Миколай Баворовський (пол. Mikołaj Baworowski; 7 вересня 1796, Копичинці — 27 серпня 1887, Стара Весь) — церковний діяч, священник Товариства Ісуса, педагог, провінціал Галицької провінції єзуїтів у 1846—1854.

## Життєпис
Народився 7 вересня 1796 року в Копичинцях. 28 вересня 1826 року вступив на новіціят до Товариства Ісуса в Старій Весі. Після філософсько-богословських студій висвячений на священника 18 червня 1834 року в Тарнові.
Професор і вихователь у гімназії єзуїтів у Тернополі (1834—1836), професор богослов'я в Новому Сончі (1837—1840), секретар провінціала (1840—1844) і віце-провінціал (1844—1846). У 1846—1854 роках був провінціалом Галицької провінції єзуїтів. Його служіння провінціала випало на період «весни народів», коли австрійська влада тимчасово ліквідувала єзуїтів (1848—1852), тому старався у Відні про відновлення діяльності ордену. Після закінчення каденції провінціала був проповідником і настоятелем у Львові (1854—1866), ректором у Кракові (1868—1872), духівником у Кракові (1872—1878) і Старій Весі (1878—1887). З родинного маєтку призначив багато фундушів на розбудову домів Товариства.
Помер 27 серпня 1887 року в Старій Весі, похований на Комунальному цвинтарі в м. Березів.